# بنجامين إف. هينز
بنجامين إف. هينز هو محامي وسياسي أمريكي، ولد في 25 نوفمبر 1876 في بوسطن في الولايات المتحدة، وتوفي في 1942 في مقاطعة أورانج في الولايات المتحدة. نشط حزبياً في الحزب الجمهوري. وقد انتخب عضو مجلس نواب ماساتشوستس ‏.